# Tân Thành, Hohhot
Tân Thành (giản thể: 新城区; phồn thể: 新城區; bính âm: Xīnchéng Qū) là một khu (quận) của địa cấp thị Hohhot, khu tự trị Nội Mông Cổ, Trung Quốc.

### Nhai đạo
- Hải Đông Lộ (海东路街道)
- Tích Lâm Lộ (锡林路街道)
- Trung Sơn Đông Lộ (中山东路街道)
- Đông Nhai (东街街道)
- Tây Nhai (西街街道)
- Đông Phong Lộ (东风路街道)
- Nghinh Tân Lộ (迎新路街道)

### Trấn
- Hào Thấm Doanh (毫沁营镇)
- Bảo Hiệp Thiểu (保合少镇)